# Alistair Darling
Pour les articles homonymes, voir Darling.
Alistair Maclean Darling, né le 28 novembre 1953 à Londres et mort le 30 novembre 2023 à Édimbourg, est un homme politique britannique, membre du Parti travailliste.
Il occupe les postes de secrétaire d’État au Travail, au Transport, à l'Écosse, et au Commerce et à l'Industrie puis celui de chancelier de l'Échiquier (ministre des finances) dans le gouvernement de Gordon Brown de 2007 à 2010. Avec Gordon Brown et Jack Straw, Darling est l'un des trois hommes à siéger sans discontinuer dans les gouvernements travaillistes de 1997 à 2010.

## Carrière parlementaire
Licencié en droit de l'université d'Aberdeen (LLB), il devient solicitor en Angleterre en 1978, puis avocat en Écosse en 1984. Il entre au Parlement à l'élection de 1987, battant le conservateur Sir Alexander Fletcher dans la circonscription d'Édimbourg Central. En 2005, à la suite d'une répartition des circonscriptions nationales après l'établissement du parlement écossais, le siège de Darling est aboli et il se trouve dans une course serrée pour le siège voisin d'Édimbourg Sud-Ouest. Sa possible défaite inquiète tant les travaillistes que Gordon Brown, alors chancelier, et d'autres hauts ministres se rendent a Édimbourg pour le soutenir. Darling remporte finalement la victoire avec une large marge.
Au Trésor, Alistair Darling dirige l'économie pendant la récession la plus sévère depuis la Grande Dépression. En février 2008, il nationalise la banque Northern Rock, puis des parties de la Royal Bank of Scotland, HBOS et Lloyds TSB.
En 2008, Darling se montre nettement plus pessimiste que Brown sur l'avenir de l'économie britannique. Dans un entretien avec le Guardian, il remarque que l'économie est « au plus bas depuis 60 ans ». Il refuse également de s'accorder avec Gordon Brown sur le fait que la récession se terminerait en mi-2009, insistant – avec justesse – que la reprise de l'économie n'arriverait pas avant la fin de l'année 2009.
Dans son budget de 2009, Darling introduit un nouveau niveau d'imposition de 50 % pour les Britanniques qui gagnent plus de 150 000 £ par an. Le 9 décembre 2009, son rapport prébudgétaire annonce des hausses d'impôt et une réduction des dépenses afin de réduire la dette publique.
Darling est depuis longtemps attendu comme successeur de Gordon Brown, quand celui-ci quitte le Trésor pour devenir Premier ministre, mais leur relation devient de plus en plus tendue pendant la crise économique. En mai 2009, Brown essaye de remplacer Darling par son allié Ed Balls, mais le chancelier de l'Échiquier refuse de quitter son poste. Craignant la chute de son gouvernement, Brown annonce un remaniement moins ambitieux que prévu le 6 juin 2009, dans lequel Darling demeure à son poste.
Il a pour successeur George Osborne, son homologue conservateur, après l'élection de 2010. À la suite de la démission de Gordon Brown, Darling confirme qu'il ne briguera pas la présidence du parti travailliste.

## Référendum sur l'indépendance de l'Écosse
En 2012, à la suite de l'accord d'Édimbourg, Alistair Darling devient chef de file pour « Better Together », la campagne du « non » à l'indépendance écossaise. Cette campagne réunit les trois partis politiques principaux du Royaume-Uni (travaillistes, conservateurs et libéraux-démocrates). Darling et Alex Salmond, premier ministre écossais et leader du Parti national écossais, s'affrontent dans deux débats.

## Vie personnelle
Alistair Darling est marié et père de deux enfants. Mélomane réputé, il écoute Pink Floyd, Leonard Cohen et The Killers.